# Città di Monash
La città di Monash è una Local Government Area che si trova nello Stato di Victoria. Essa si estende su una superficie di 81,5 chilometri quadrati e ha una popolazione di 169 280 abitanti. La sede del consiglio si trova a Glen Waverley. Si trova nella periferia sud-est di Melbourne.

## Storia
La Città di Monash era terreno di caccia per la popolazione di Bunurong. Monash, chiamata così dopo la prima guerra mondiale dal comandante John Monash, è nata il 15 dicembre del 1994 quando il governo di Jeff Kennett ha riorganizzato tutti gli enti locali dello Stato di Victoria, fondendo una gran parte della preesistente Città di Oakleigh con l'intera Città di Waverley.
Il sindaco attuale della Città di Monash è Stefanie Perri.

## Sobborghi
- Ashwood
- Chadstone
- Clayton
- Glen Waverley
- Hughesdale
- Huntingdale
- Mount Waverley
- Mulgrave
- Notting Hill
- Oakleigh
- Oakleigh East
- Oakleigh South
- Wheelers Hill